# Перепадные ГЭС
Перепадные ГЭС (Варднили ГЭС) — каскад из четырёх гидроэлектростанций на реке Эрисцкали. Согласно административно-территориальному делению частично признанной Республики Абхазия, фактически контролирующей каскад, расположены в Республике Абхазия, согласно административно-территориальному делению Грузии — в Грузии. ГЭС каскада пущены в 1971 году. Во время грузино-абхазского конфликта 1992-93 годов выведены из строя, позднее частично восстановлены.
Перепадные ГЭС являются частью Ингурского гидроэнергетического комплекса. Схема ГЭС основана на использовании стока реки Ингури, перебрасываемого через Ингурскую ГЭС в реку Эрисцкали, а также стока самой Эрисцкали. Каскад состоит из 4 ГЭС — самой мощной в каскаде ГЭС-I приплотинного типа и трёх менее мощных деривационных ГЭС-II (42°38′14″ с. ш. 41°41′57″ в. д.), -III (42°38′31″ с. ш. 41°39′08″ в. д.) и -IV (42°37′54″ с. ш. 41°35′56″ в. д.) однотипной конструкции. Общая мощность каскада — 340 МВт, среднегодовая выработка — 1081 млн кВт·ч

## Перепадная ГЭС-I
Головная и наиболее мощная ГЭС каскада, водохранилище которой регулирует работу всех ГЭС каскада. Конструктивно представляет собой приплотинную гидроэлектростанцию. Состав сооружений ГЭС:
- каменно-земляная плотина на реке Эрисцкали, образующая Гальское водохранилище полным объёмом 145 млн.м³ и полезным объёмом 7 млн.м³;
- поверхностный водосброс;
- строительный тоннель;
- водоприёмник;
- трёхниточный турбинный водовод;
- здание ГЭС;
- отводящий канал;
- ОРУ 110/220 кВ.

Мощность ГЭС — 220 МВт, среднегодовая выработка — 700 млн кВт·ч В здании ГЭС установлено 3 гидроагрегата с вертикальными поворотно-лопастными турбинами ПЛ 70-В-410, работающими при расчётном напоре 59 м (максимальный напор 64,5 м), максимальный расход через каждую турбину — 141,7 м³/сек, диаметр рабочего колеса — 4,1 м. Турбины (производства харьковского предприятия «Турбоатом») приводят в действие гидрогенераторы СВВ 780/190-32 мощностью по 73,3 МВт. Вода, отработавшая на Перепадной ГЭС-I, сбрасывается в отводящий канал, на котором расположены нижележащие ГЭС каскада.
В 1992 году в ходе боевых действий ГЭС была остановлена и частично разграблена. Вновь пущена в 2004 году, восстановление станции произведено за счёт средств бюджета Грузии.

## Перепадные ГЭС-II, -III и -IV
Расположены ниже Перепадной ГЭС-I на отводящем канале, последовательно друг за другом. Станции низконапорные, деривационного типа, с безнапорной подводящей деривацией, без водохранилищ и бассейнов суточного регулирования. Все три станции имеют однотипную конструкцию, состоят из подводящего канала, здания ГЭС и ОРУ. Каждая ГЭС имеет мощность 40 МВт, среднегодовую выработку — 127 млн кВт·ч. В здании каждой ГЭС установлено по два гидроагрегата с горизонтальными капсульными турбинами, работающими при расчётном напоре 11,2 м (максимальный напор 12 м), максимальный расход через каждую турбину — 212,5 м³/сек. Турбины приводят в действие гидрогенераторы мощностью по 20 МВт. Производители гидросилового оборудования — заводы ЛМЗ и «Электросила» (ныне входят в концерн «Силовые машины»).
В 1992 году данные ГЭС в ходе боевых действий были остановлены. В настоящее время находятся в неработоспособном состоянии, частично разграблены.